# Église Saint-Martin de Vendel
L’église Saint-Martin est un édifice religieux de la commune de Vendel, dans le département d’Ille-et-Vilaine en région Bretagne. 

## Localisation
Elle se trouve au nord-est du département et au centre du bourg de Vendel. 

## Historique
L'église remonte au XIIIe siècle. La chapelle sud date de 1776 et la chapelle nord de 1782. La façade occidentale a été refaite en 1840. Enfin une sacristie a été ajoutée en 1857. 
Elle est inscrite au titre des monuments historiques depuis le 6 février 2013,.